# Bobadela (Boticas)
Bobadela é uma povoação portuguesa do Município de Boticas que foi sede da extinta Freguesia de Bobadela, freguesia que tinha 14,7 km² de área e 330 habitantes (2011), e, por isso, uma densidade populacional de 22,4 hab/km².
A Freguesia de Bobadela foi extinta em 2013, no âmbito de uma reforma administrativa nacional, tendo sido agregada à Freguesia de Ardãos, para formar uma nova freguesia denominada Ardãos e Bobadela da qual é a sede.
A freguesia é consituída pelos lugares de Bobadela e Nogueira.
Antigamente era chamada Bobadela do Barroso, e o seu pároco detinha o título de reitor e era apresentado pela mitra e comenda da Ordem de Cristo da Vila de Montalegre[carece de fontes?].

## População
| Número de habitantes | Número de habitantes | Número de habitantes | Número de habitantes | Número de habitantes | Número de habitantes | Número de habitantes | Número de habitantes | Número de habitantes | Número de habitantes | Número de habitantes | Número de habitantes | Número de habitantes | Número de habitantes | Número de habitantes |
| -------------------- | -------------------- | -------------------- | -------------------- | -------------------- | -------------------- | -------------------- | -------------------- | -------------------- | -------------------- | -------------------- | -------------------- | -------------------- | -------------------- | -------------------- |
| 1864                 | 1878                 | 1890                 | 1900                 | 1911                 | 1920                 | 1930                 | 1940                 | 1950                 | 1960                 | 1970                 | 1981                 | 1991                 | 2001                 | 2011                 |
| 713                  | 733                  | 796                  | 744                  | 807                  | 851                  | 870                  | 989                  | 1.048                | 1.337                | 610                  | 555                  | 487                  | 354                  | 330                  |

(Obs.: Número de habitantes "residentes", ou seja, que tinham a residência oficial neste concelho à data em que os censos  se realizaram.)
| Distribuição da População por Grupos Etários em 2001 e 2011 | Distribuição da População por Grupos Etários em 2001 e 2011 | Distribuição da População por Grupos Etários em 2001 e 2011 | Distribuição da População por Grupos Etários em 2001 e 2011 | Distribuição da População por Grupos Etários em 2001 e 2011 | Distribuição da População por Grupos Etários em 2001 e 2011 | Distribuição da População por Grupos Etários em 2001 e 2011 | Distribuição da População por Grupos Etários em 2001 e 2011 | Distribuição da População por Grupos Etários em 2001 e 2011 | Distribuição da População por Grupos Etários em 2001 e 2011 |
| ----------------------------------------------------------- | ----------------------------------------------------------- | ----------------------------------------------------------- | ----------------------------------------------------------- | ----------------------------------------------------------- | ----------------------------------------------------------- | ----------------------------------------------------------- | ----------------------------------------------------------- | ----------------------------------------------------------- | ----------------------------------------------------------- |
| Idade                                                       | 0-14                                                        | 15-24                                                       | 25-64                                                       | > 65                                                        |                                                             | 0-14                                                        | 15-24                                                       | 25-64                                                       | > 65                                                        |
| 2001                                                        | 40                                                          | 59                                                          | 166                                                         | 89                                                          |                                                             | 11,3%                                                       | 16,7%                                                       | 46,9%                                                       | 25,1%                                                       |
| 2011                                                        | 36                                                          | 26                                                          | 173                                                         | 95                                                          |                                                             | 10,9%                                                       | 7,9%                                                        | 52,4%                                                       | 28,8%                                                       |

## Património
- Igreja Paroquial de Bobadela;
- Capela de São Lourenço;
- Capela do Senhor dos Aflitos;
- Capela da Santa Cruz.